# Rüdiger von Wechmar
Rüdiger von Wechmar (Berlín, 15 de noviembre de 1923-Múnich, 17 de octubre de 2007) fue un periodista, político y diplomático alemán. Fue representante permanente de Alemania Occidental en las Naciones Unidas entre 1974 y 1981. Durante el trigésimo quinto período extraordinario de sesiones ordinario y el octavo período extraordinario de sesiones de emergencia, de 1980 a 1981, fue presidente de la Asamblea General de las Naciones Unidas.

## Biografía
Nació en Berlín. A los 18 años se ofreció como voluntario en el ejército alemán, formando parte de la fuerza en el Norte de África al mando de Erwin Rommel. El ejército de los Estados Unidos lo capturó, pasando tres años en una prisión estadounidense. En esos años estudió periodismo.
Trabajó como periodista en las agencias Deutsche Presse-Agentur y United Press, y en 1958 ingresó al servicio diplomático alemán. Cumplió funciones en la embajada en Washington D. C., en el consulado general en Nueva York y en la misión permanente de observación ante las Naciones Unidas.
En 1963 se convirtió en corresponsal del canal de televisión público ZDF en Europa del Este, regresando al servicio diplomático en 1968. Al año siguiente fue nombrado a cargo de la oficina de información y prensa del gobierno alemán, con rango de secretario, y portavoz de Willy Brandt. En 1974 se convirtió en representante permanente ante las Naciones Unidas. Entre 1981 y 1983 fue embajador en Italia, y entre 1983 y 1988, en el Reino Unido.
Durante su período en la ONU, fue presidente del Consejo de Seguridad en septiembre de 1977 y diciembre de 1978. Entre 1980 y 1981 también presidió la Asamblea General. Previamente, había sido vicepresidente de la Asamblea y vicepresidente de la comisión de desarme y seguridad internacional.
En 1988 fue uno de los 65 candidatos del Partido Democrático Libre al Parlamento Europeo. Ocupó una banca entre 1989 y 1994, integrando el comité de asuntos internacionales; el comité de asuntos económicos y monetarios y política industrial; y la delegación para las relaciones con Estados Unidos.
Falleció el 17 de octubre de 2007, a los 83 años.